# Afrička šahovska konfederacija
Afrička šahovska konfederacija (eng.  African Chess Confederation, ACC, fra. Confédération Africaine des Echecs), odnosno Afrička šahovska unija (eng. African Chess Union), kontinentska administrativna podružnica Svjetske šahovske organizacije koja predstavlja kontinent Afriku.
Današnji statut utvrđen je 4. studenoga 1999. u Maroku u Agadiru. Prvi amandmani odobreni su na izvanrednoj općoj skupštini 21. siječnja 2018. u Tunisu u Soussei. Cilj ACC-a je popularizirati, razvijati i promicati šah u Africi, članicama štititi i braniti interese, zastupati ih kod FIDE i ostalih međunarodnih organizacija, usvojiti pravila kontinentskih natjecanja sukladnos FIDINIM, organizirati kontinentska natjecanja pod krovom FIDE te uspostaviti i razviti prijateljsku suradnju članica s ostalim kontinentskim šahovskim organizacijama.
Današnji predsjednik je Lewis Ncube iz Zambije.

## Vanjske poveznice
- (eng.) Službene stranice
- (eng.) FIDE Directory African Chess Confederation (ACC) / African Chess Confederation (ACC)
- (eng.) Facebook